# Vespasiano Gonzaga

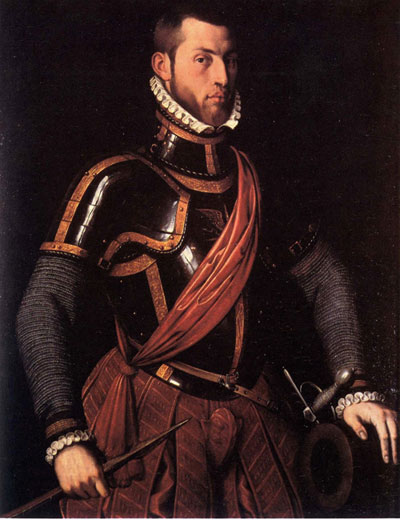
Vespasiano Gonzaga

Vespasiano Gonzaga Colonna (* 6. Dezember 1531 in Fondi; † 26. oder 27. Februar 1591 in Sabbioneta) war ein italienischer Adliger aus einer Seitenlinie des Adelsgeschlechtes Gonzaga aus Mantua. Von 1568 bis 1578 war er in Spanien zunächst als Berater Philipps II., ab 1571 als Vizekönig von Navarra und ab 1575 als Vizekönig von Valencia tätig und vor allem für den Festungsbau zuständig: Er ließ unter anderem die Zitadelle von Pamplona und die Verteidigungsanlagen von Alicante und Peñíscola errichten. Vespasiano Gonzaga veranlasste ab 1554 die Umwandlung der lombardischen Ortschaft Sabbioneta in eine zeitgenössisch ideale Festungs- und Residenzstadt. Im Jahr 1585 wurde er von Philipp II. in den Orden vom Goldenen Vlies aufgenommen.

## Kindheit und Jugend
Vespasiano, der Name entsprach dem des Begründers der römischen Kaiserdynastie der Flavier, entstammte einer Nebenlinie der Gonzaga von Mantua. Er war der Sohn von Luigi Gonzaga „Rodomonte“ und Isabella Colonna, die einem der beiden bedeutendsten stadtrömischen Adelsgeschlechter entstammte. Nach dem frühen Tod des Vaters wurde Vespasiano in die Obhut seiner Tante Giulia Gonzaga gegeben, während seine Mutter den ehemaligen Vizekönig von Neapel und kaiserlichen General Filippo de Lannoy, Fürst von Sulmona, heiratete. Giulia Gonzaga war eine schöne und geistvolle Frau und an ihrem Hof traf sich die Intelligenz Neapels. Daher erhielt der junge Vespasiano dort eine hervorragende humanistische Ausbildung. 1540 starb Vespasianos Großvater Ludovico, von dem er Sabbioneta, seine spätere Residenz, und die dazugehörige Antikensammlung erbte. Vespasiano wurde zur weiteren Erziehung an den königlichen Hof nach Valladolid in Spanien geschickt, wo er Ehrenpage des 17-jährigen Infanten Philipp (des späteren Philipp II.) wurde.
Vespasiano blieb drei Jahre am Hof der Habsburger und wurde ausgezeichnet ausgebildet. Hervorzuheben ist seine Schulung in Mathematik und Architektur, die ihm bei seinen späteren Bautätigkeiten zum Nutzen war. Weiter entwickelte er eine förderliche Beziehung zum Kaiser und zu Philipp. 1548/49 begleitete er diesen auf einer Reise nach Deutschland und Italien.

## Erste Ehe
1549 heiratete Vespasiano Diana de Cardona, die aus einer spanischen Adelsfamilie stammte. Die Heirat brachte ihm den Titel Signore und einige Ländereien auf Sizilien ein. 1551 bis 1552 beteiligte er sich im Gefolge des Kaisers am Krieg gegen die Türken, dann gegen den französischen König Heinrich II. Im Kampf gegen Frankreich zeichnete sich Vespasiano als kluger Stratege aus und diente unter seinem Stiefvater als Generalkapitän der italienischen Truppen des Kaisers. Nach seiner Rückkehr aus dem Krieg traf Vespasiano erste Anordnungen zur Befestigung seiner Residenz Sabbioneta. 1554 begann eine umfangreiche Bautätigkeit in der Kleinstadt, die anhielt, solange Vespasiano lebte. 1555 zog er erneut in den Krieg, und zwar zusammen mit dem Herzog von Alba gegen Papst Paul IV., der sich mit den Franzosen, Florenz und Ferrara gegen den Kaiser verbündet hatte. Nach dem Kriegsende 1558 wurde Vespasiano für seine Verdienste in Brüssel in die Reihe der spanischen Granden aufgenommen und kehrte nach dem Friedensschluss mit Frankreich 1559 nach Sabbioneta zurück. Im selben Jahr verstarb seine Ehefrau Diana angeblich an einer Gehirnblutung. Laut einem Gerücht soll sie jedoch von ihrem Mann mit einem Geliebten ertappt, daraufhin eingesperrt und vergiftet worden sein.

## Zweite Ehe
1564 heiratete Vespasiano Anna d’Aragon, die Urenkelin Heinrichs von Aragon, des Bruders von König Ferdinand dem Katholischen. Die Verbindung mit dem königlichen Hause Aragon bedeutete einen Prestigegewinn für Vespasiano, denn Anna war auch eine Cousine fünften Grades Philipps II. Aus dieser Ehe gingen der Sohn Luigi und die Tochter Isabella hervor. Anna d’Aragon starb nach dreijähriger Ehe im Jahr 1567.

## Karriere und dritte Ehe
Nach dem Tode seiner zweiten Frau konzentrierte sich Vespasiano auf seine Karriere unter König Philipp II. Er war als Vizekönig 1571/72 in Navarra, danach in Nordafrika tätig und 1575 bis 1578 wurde er Vizekönig in Valencia. Während Vespasianos Zeit in Navarra und Valencia war er am dortigen Stadtausbau beteiligt. In Navarra ließ er die Festungen von Pamplona und San Sebastian ausbauen und als Vizekönig von Valencia in Peniscola zwei neue Bastionen errichten und brachte Ideen für den Festungsbau nach Sabbioneta mit. Am 5. Mai 1565 wurde er zum Markgrafen und am 18. November 1577 von Kaiser Rudolf II. zum Herzog ernannt. 1580 starb sein einziger Sohn Luigi, laut Gerüchten durch Verschulden des Vaters. Der Herzog von Sabbioneta verfiel in Melancholie und brach seine militärische Karriere ab. 1582 heiratete er Margherita Gonzaga, die Tochter von Cesare I. Gonzaga. Aus dieser Ehe erhielt er jedoch, wie auch aus seiner ersten Ehe, keine Kinder. Sein einziges Kind, die Tochter Isabella, verheiratete er 1584 mit Luigi Carafa della Stadera, Fürst von Stigliano. 1585 wurde Vespasiano von König Philipp II. zum Ritter des Orden vom Goldenen Vlies (Toson d’oro) ernannt. 1591 verstarb Vespasiano im Alter von 60 Jahren.

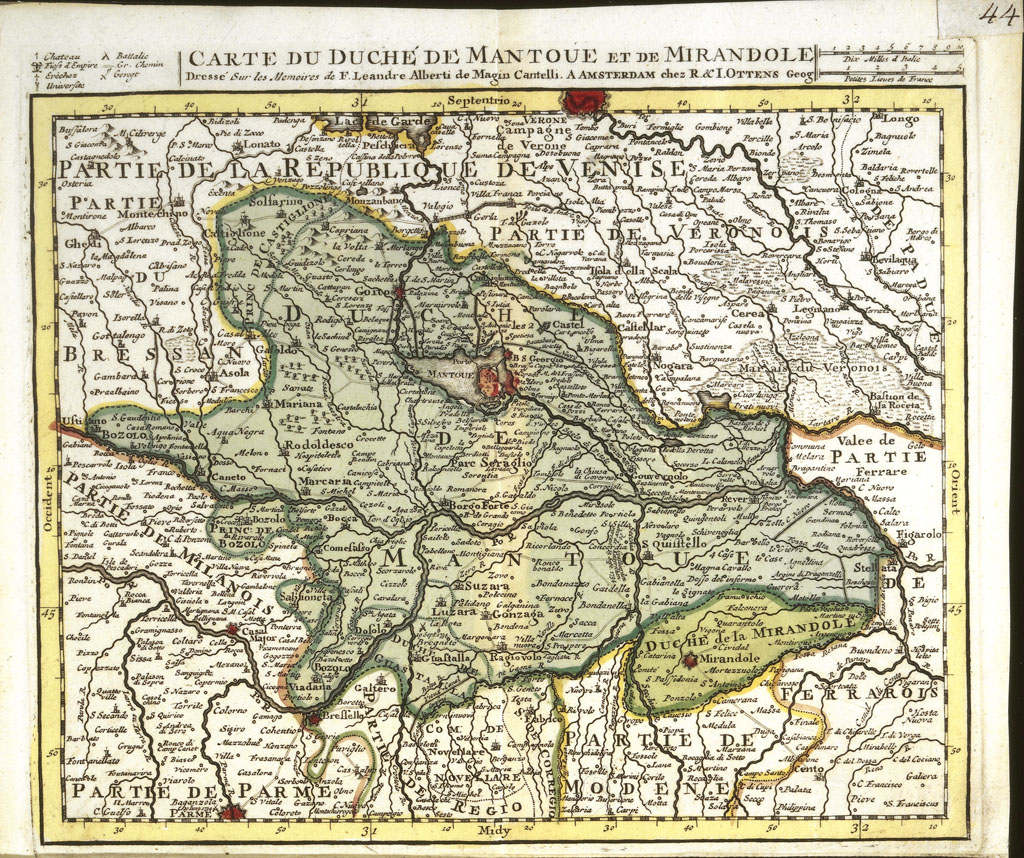
Sabbioneta als abgetrenntes Fürstentum im Südwesten Mantuas, 1750
Lage von Sabbioneta in der heutigen Provinz Mantua
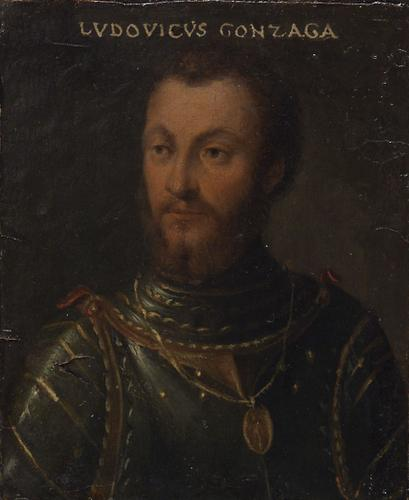
Der Vater, Ludovico „Rodomonte“ Gonzaga (1500–1532)
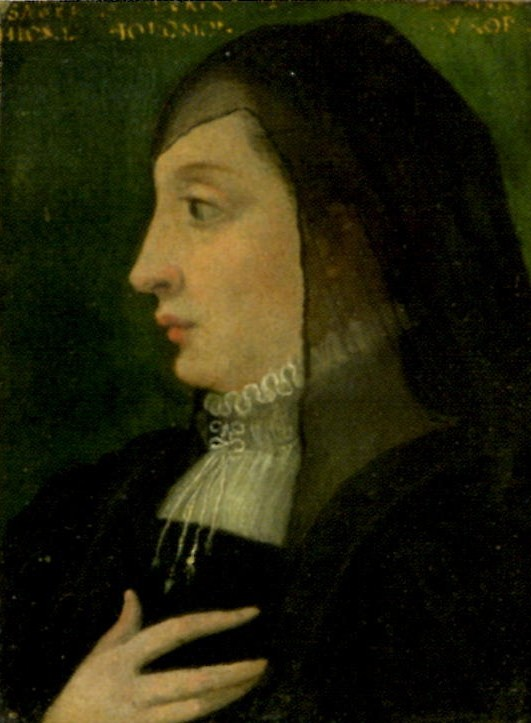
Die Mutter, Isabella Colonna (1513–1570)
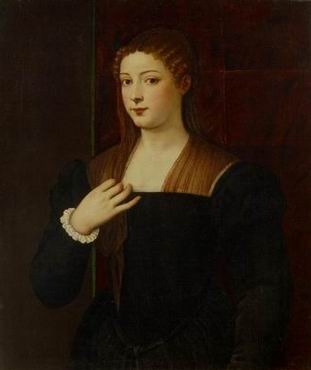
Die Tante, Giulia Gonzaga (1513–1566)
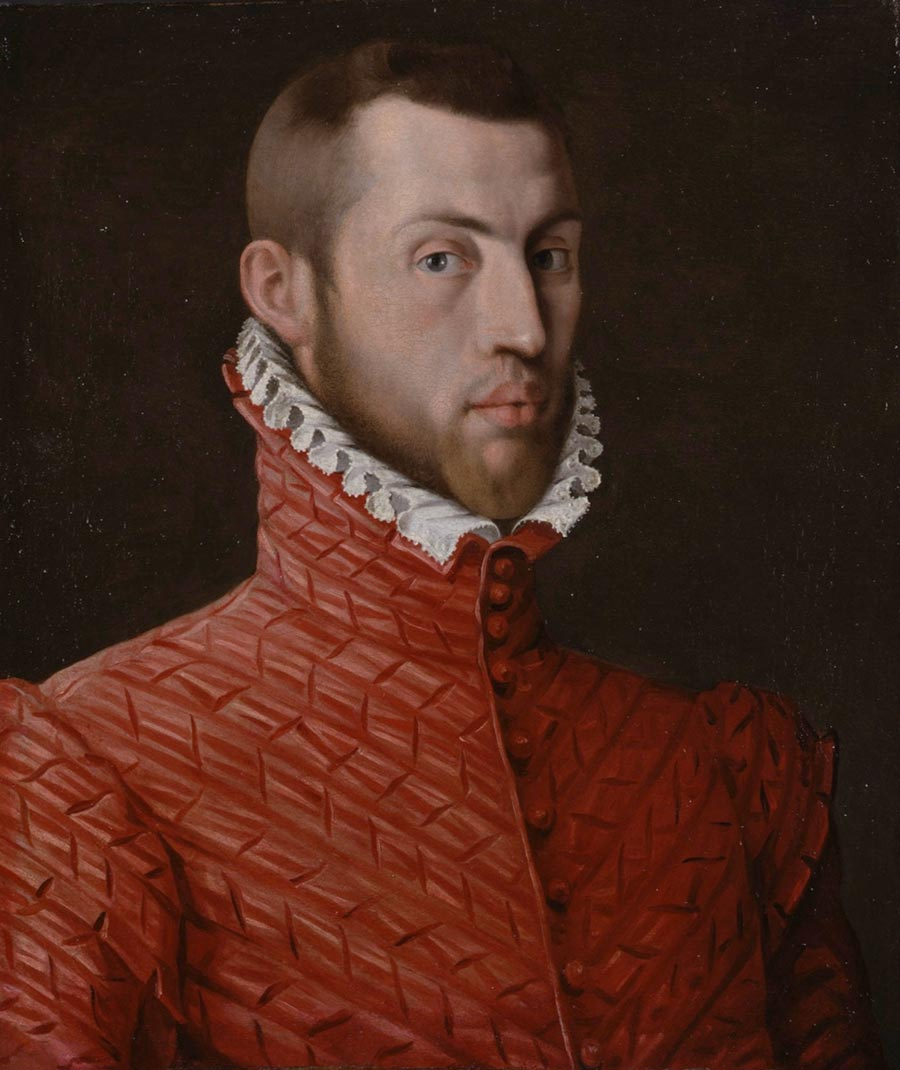
Vespasiano Gonzaga
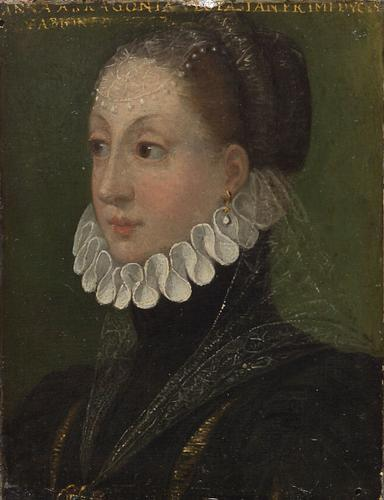
Anna d’Aragon, Vespasianos zweite Ehefrau
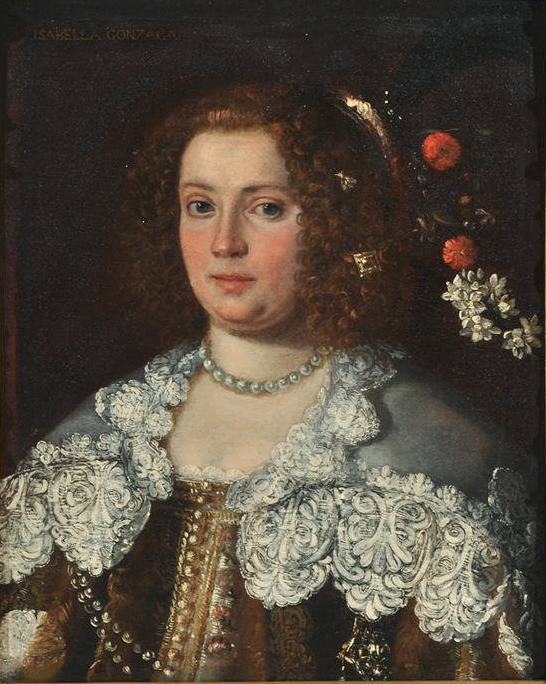
Die Tochter, Isabella Gonzaga (1565–1637)
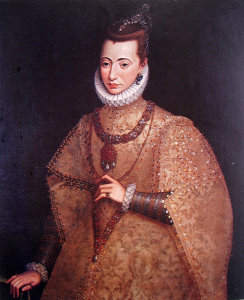
Margherita Gonzaga, Vespasianos dritte Ehefrau

## Sabbioneta
Sabbioneta war eine unbedeutende Ortschaft in der Nähe von Mantua. Ihr Name bedeutet so viel wie „die sandige (lat. 'sabbia'), auf das Land gebaute Stadt“. Erst Vespasianos Bautätigkeit machte sie zu einer der  Idealstädte der Renaissance.
Vespasiano hatte Sabbioneta 1540 von seinem Großvater Ludovico geerbt. Während seiner Minderjährigkeit kümmerten sich aber noch Vespasianos Vormünder, der Kardinal Ercole, und Ferrante Gonzaga, um die dortigen Regierungsgeschäfte. Nach seiner Heirat mit Diana de Cardona machte Vespasiano Sabbioneta zu seiner Residenz und begann mit ersten Bauarbeiten. Nach dem Tode seiner Frau war er vermehrt dort und kümmerte sich persönlich um den Ausbau des Ortes. 1562 befahl er eine Zwangsumsiedlung der Bewohner des Umlandes in die neue Stadt. Im selben Jahr wurde eine Akademie für humanistische Bildung unter der Leitung von Marius Nizolius (Mario Nizzoli) eröffnet. Vespasiano bemüht sich darum, gelehrte Männer an seinen Hof zu holen, und aufgrund des verhältnismäßig hohen Anteils von gebildeten Männern an der Bevölkerung wurde Sabbioneta von Zeitgenossen auch „piccola Atene“ genannt. 1577 wurde Vespasiano zum Herzog ernannt und Sabbioneta erhielt von Kaiser Maximilian II. das Stadtrecht verliehen. In seinen letzten Lebensjahren konzentrierte sich Vespasiano auf die Bautätigkeiten in Sabbioneta, das jedoch nach seinem Tode wieder an Bedeutung verlor. Um 1590 entstand in Sabbioneta mit dem Teatro Olimpico das älteste heute noch vorhandene, freistehende und nur für den Zweck des Theaters gebaute Gebäude Europas, das nach den Plänen von Vincenzo Scamozzi verwirklicht wurde.
Am Sonntag, dem 25. Februar 2018, wurden im Rahmen einer feierlichen Zeremonie die sterblichen Überreste Vespasianos und seiner engsten Verwandten nach jahrelanger provisorischer Unterbringung wieder in die Chiesa della Incoronata, die Hofkirche von Sabbioneta, gebracht und im dortigen Grabmonument unter der Statue des Herzogs beigesetzt. Seine Titulatur zum Zeitpunkt des Todes lautete: Seine durchlauchtigste Hoheit Vespasiano I. Gonzaga, Herzog von Sabbioneta, Markgraf von Ostiano, Graf von Rodigo, Herr von Bozzolo, Commessaggio und Rivarolo Mantovano, Herzog von Traietto (Minturno), Graf von Fondi, Baron von Anglona, Herr von Turino und Caramanico, Ritter des Ordens vom Goldenen Vlies.